# Chruściel
Chruściel [pronunciación en polaco: /ˈxruɕt͡ɕel/] (en alemán: Tiedmannsdorf) es un pueblo ubicado en el distrito administrativo de Gmina Płoskinia, dentro del Condado de Braniewo, Voivodato de Varmia y Masuria, en Polonia del norte. Se encuentra aproximadamente a 9 kilómetros al oeste de Płoskinia, a 15 kilómetros al sur de Braniewo, y a 70 kilómetros al noroeste de la capital regional Olsztyn.
El pueblo tiene una población de 365 habitantes.